# 忌み数

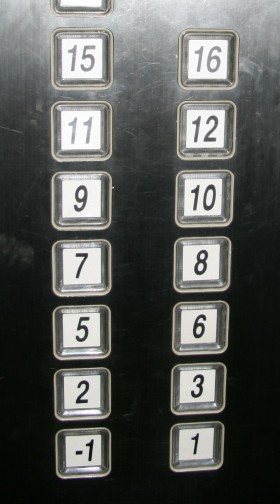
上海のあるビルのエレベーターパネル。階数には13のほか、4を嫌って4と14が除かれている。-1は地下1階。

忌み数（いみかず）とは、不吉であるとして忌避される数や番号。忌み番（いみばん）ともいう。
ジンクスの一種で迷信ではあるが、社会的に定着すると心理面・文化面で少なからず影響を及ぼす。また同じ数字でも、文化や考え方などによって忌み数とされる場合もあれば吉数（縁起の良い数）とされる場合もある。

## 概要
日本においては、4は「死」、9は「苦」に通じることから、これらの数が忌み数とされる。
日本のナンバープレートでは、登録番号の下2桁が「42」となる自動車用ナンバープレートは、希望ナンバーの場合と在日米軍向けを除いて交付されない。また鉄道車両の番号、バスの車両番号（社番・局番）などでも「4」や「42」「49」の使用を避けることがある。
競技場や空港のゲートでも「4」を避けたり、ホテルや病院、マンションやアパートの部屋番号などでも、一の位が4となる号室（104号室、204号室、304号室、404号室、414号室等）を設置しない場合がしばしばある。また駐車場でも「4」「9」の番号を飛ばすことがある。大阪府咲洲庁舎は55階まであるが「42階」が存在しない。
日本プロ野球の背番号としても同様の理由で避けられるが、「49」は石川慎吾（日本ハム→巨人→ロッテ）や古谷優人（元ソフトバンク）などが着用。
逆にMLBでは「42」はジャッキー・ロビンソンの功績に基づき全球団で永久欠番となっている特別な番号であり、米球界でのプレー経験を持つ選手、中でも特に黒人・ラテン系の選手がNPB移籍に伴ってこの番号を選ぶことが多く、日本人選手でも坂口智隆（元近鉄→オリックス→ヤクルト）や石川雄洋（元DeNA）がこの番号を選択している。
葬祭業者の電話番号は「4444」や、「1142（いい死に）」「4142（よい死に）」「4242（死に死に）」などの語呂合わせとすることもある。
「3」も「惨」に通じることから忌避されることがある。大日本帝国海軍では潜水艦の艦番号に「3」もしくは3の倍数の数字がつく艦は不吉というジンクスが存在し、戦中・戦後に「3」に纏わる沈没・事故を起こした伊33などがその代表として知られる。
カナダのバンクーバーでは、2015年7月の新築物件から正しい階数を表示することを義務づけた。忌み数による階数表示の除外が、災害時の消防活動や救助活動に支障を来たすことを理由としている。

## 数字ごとのジンクス

### 3
ベトナムでは3が「惨」に通じるとして忌み数とされ、死に通じる4よりもこちらが嫌われてきた。稀に欠番されることがあり、2階の上を5階にすることがある。
なお、3が「惨」に通じると見なされることは他国でも例があるが、3が忌み数なのはベトナムのみである。「四の字#ベトナム」も参照。

### 4
漢字文化圏において、漢字の四（し）は死と同音あるいは類似音であるため、忌み数とされる。また日本語では、「42」が「死に」、「49」が「死苦」または「始終苦」に通じるとして忌み数とされる。

### 5
中国では、五 (wū) が無 (wú) に通じるため、忌み数とされることがある。「54」は二つ忌み数が重なっているが、広東語では「唔死（死なない）」と読めるため縁起が良いともされる。

### 9
日本では、九の音読みの一つ「ク」が苦（く）に通ずるため忌み数とされる。日本以外の漢字文化圏では、九と苦の発音が異なり忌み数とはされない。
広東語や台湾語などでは「狗」（広東語：gau2、台湾語白読：káu）と同音であるため、不用意に話すと侮辱と見なされる場合もある。逆に北京語では同音の久 (jiū) に通じるため吉数とされる。

### 13
西洋では13を忌み数とすることが非常に多い。理由としては宗教的要因など様々な説がある。西洋では建造物に13階が無いことがしばしばある（機械室など利用客が立ち入ることができない場所になっている場合もある）。

### 14
中国語では十四 (shísì) が十死 (shísī) や実死 (shísī) に通じ、また么四 (yāosì、么は 1 の意) が要死 (yàosī, 死を望む) や夭死 (yāosǐ, 若くして死ぬ) に通じるため、忌み数とされる。

### 17
イタリアでは17が忌み数とされる。17をローマ数字で書くとXVIIとなり、これを並べ替えるとVIXIとなる。ラテン語でvīxīは、vīvō「私は生きている」の直説法完了にあたり、「私は生きることを終えた（私は死んでいる）」という意味になるからである。
13と同様に、建物の階や部屋番号などにおいて飛ばされることがある。その他、イタリアの航空会社アリタリア航空の航空機には客席に「17列」が存在しない。フランスの自動車会社ルノーは「R17」という車種を、イタリア向けに「R177」として販売している。

### 88
イタリア、ドイツ、オーストリアなど西欧諸国では88が忌み数とされる。88がナチス・ドイツ式敬礼を意味するハイル・ヒトラーの略HHのHがアルファベット順の8としてネオナチの隠語として使用されているためである。そのためイタリアサッカー界では背番号88は永久欠番とされ使用が禁止されている。

### 250
中国では、250を表す「二百五」(èrbǎiwǔ)が「阿呆、うすのろ、間抜け」を意味する隠語であり、人を罵る表現と見なされる。銀500両を1封としたことに由来し、250両を表す「半封」が「半疯」（bànfēng、「頭がおかしい」「頭が狂っている」の意）に通じるためとされている。そのため、買い物関係では250元を避ける傾向がある。

### 420
海外では420（フォー・トゥエンティー）が大麻（マリファナ）を意味する隠語であり、ホテルの420号室をマリファナの取引会場にされたり、マリファナ愛好家がたむろしたりするなどの被害があったため、アメリカを中心にホテルなどでは420号室を欠番とすることが多い。

### 666
新約聖書『ヨハネの黙示録』に「ここに知恵が必要である。思慮のある者は、獣の数字を解くがよい。その数字とは、人間をさすものである。そして、その数字は 666 である。」と記されている（13章18節）。そのため、キリスト教圏では「666」が「悪魔の数字」として忌み数とされる。

### 9413
広東語では、九四一三 (gau2sei3yat1saam1) は「九死一生」(gau2sei2yat1saang1) に通じ、忌み数とされる。なお北京語ではこれほど発音は似ていない。九死一生は「すんでのところで死を免れる」「危機一髪」の意味で使われることもあるが、この場合は文字通り「10回中9回死ぬ」という意味である。